# Crib Goch
Le Crib Goch, signifiant « peigne rouge » en gallois, est un sommet du massif Snowdon, au pays de Galles, constituant l'arête occidentale acérée du Garnedd Ugain et culminant à 923 mètres d'altitude.
La traversée du Crib Goch est l'« une des plus belles randonnées sur crêtes de Grande-Bretagne » et fait partie du Snowdon Horseshoe, un circuit par les sommets dominant le Cwm Dyli. Le sentier emprunte d'abord la Pyg Track avant de s'en détacher au niveau du Bwlch y Moch et de gravir le Crib Goch. Tous les itinéraires qui abordent ce dernier sont considérés du domaine de l'alpinisme ou de la randonnée avec les mains.

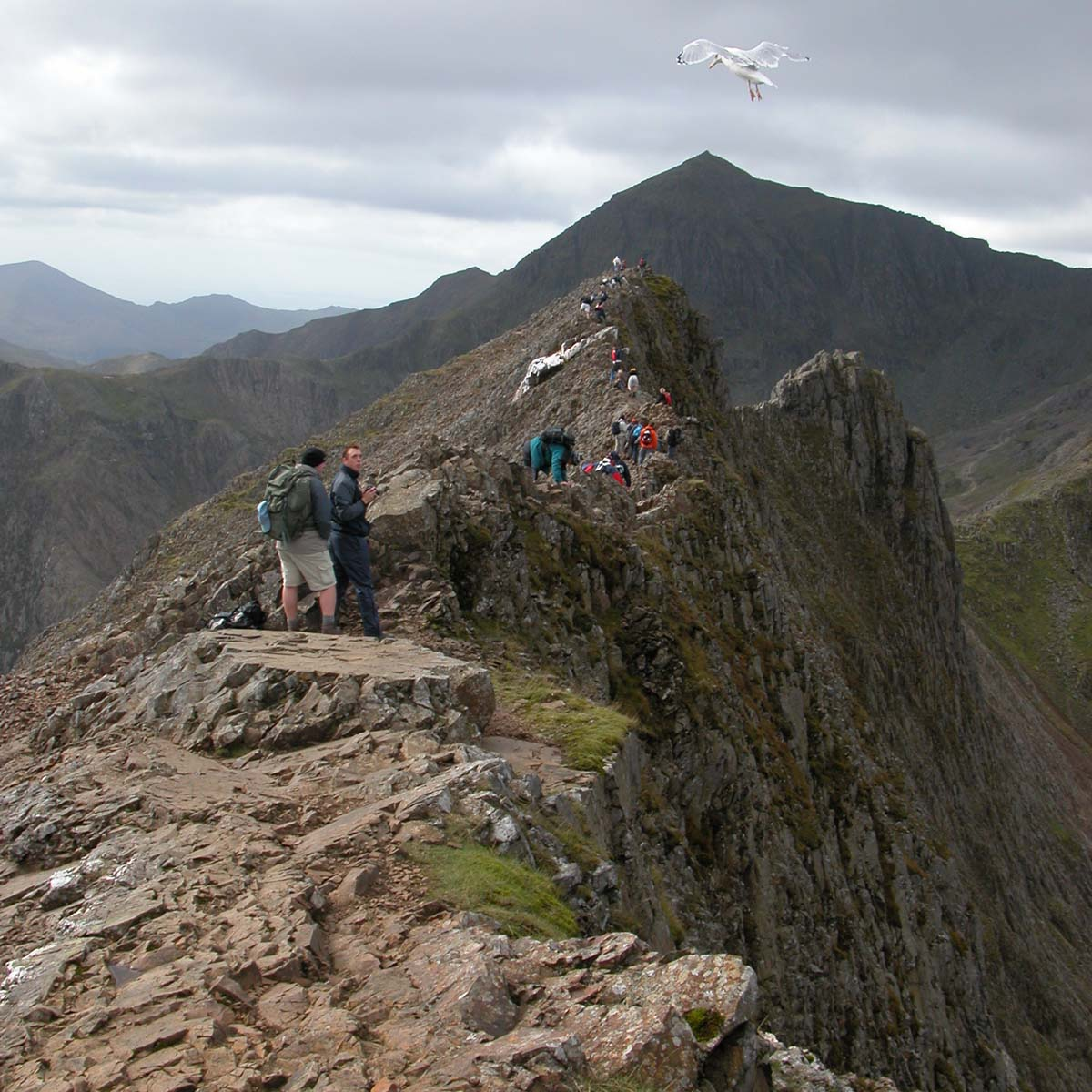
Vue de l'arête du Crib Goch au premier plan avec le pic pyramidal du mont Snowdon en arrière-plan.